# 枝郷
枝郷（えだごう）は、日本各地に所在する地名。または中世、近世の日本における新田開発により、元の村（本郷、元郷）から分出した集落を指す。

## 概要
もとの村を本郷（本郷、元郷、親郷、親村、本村）とよぶのに対し、新村を枝郷（枝村、子村）と称した。
多くの場合、本郷の庄屋・名主から村高が分け与えられていたが、中には庄屋や組頭などが置かれ、本郷並の扱いを受けていた枝郷も存在した。

## 地名
下記は地名としての枝郷の一覧である。
- 新潟県三条市東本成寺枝郷
- 岐阜県大垣市枝郷
- 愛知県愛西市早尾町枝郷
- 愛知県愛西市日置町枝郷
- 大分県宇佐市安心院町寒水枝郷
- 大分県別府市枝郷